# Grande Prêmio de San Marino de 1995
Resultados do Grande Prêmio de San Marino de Fórmula 1 realizado em Imola em 30 de abril de 1995. Terceira etapa da temporada, teve como vencedor o britânico Damon Hill, da Williams-Renault, que subiu ao pódio junto a Jean Alesi e Gerhard Berger, pilotos da Ferrari.

## Resumo
Um ano após o fatídico fim de semana de 1994, a Fórmula 1 voltava a Ímola, depois de sofrer alterações em seu traçado, sobretudo nos pontos mais críticos:
- A curva Tamburello, onde Ayrton Senna sofreu o acidente que lhe tirou a vida, foi transformada em um "S", ampliando sua área de escape e deixando de ser uma curva de alta velocidade.
- A curva Villeneuve, seguinte à Tamburello e também de alta velocidade, que vitimou o austríaco Roland Ratzenberger nos treinos de sábado, se tornou uma chicane.
- A Variante Baixa, onde Rubens Barrichello sofreu grave acidente nos treinos de sexta-feira, deixou de ser uma sequência de duas chicanes, e se tornou uma única chicane que antecede à reta principal.
- A Aqua Minerale perdeu uma chicane que existia ali.
- Readequações nas áreas de escape.
- Após as reformas, o circuito ficou mais seguro, mas sofreu críticas por ter se tornado um circuito de difícil ultrapassagem.
- Nigel Mansell fez sua reestreia na Fórmula 1 como piloto da McLaren.[4]

## Classificação da prova

### Treinos oficiais
| Pos.   | Nº | Piloto                 | Construtor         | Tempo Q1 | Tempo Q2  | Diferença |
| ------ | -- | ---------------------- | ------------------ | -------- | --------- | --------- |
| 1      | 1  | Michael Schumacher     | Benetton-Renault   | 1:27.274 | 1:27.413  |           |
| 2      | 28 | Gerhard Berger         | Ferrari            | 1:27.282 | 1:38.801  | + 0.008   |
| 3      | 6  | David Coulthard        | Williams-Renault   | 1:27.459 | 1:27.600  | + 0.185   |
| 4      | 5  | Damon Hill             | Williams-Renault   | 1:27.537 | 1:27.512  | + 0.238   |
| 5      | 27 | Jean Alesi             | Ferrari            | 1:27.813 | 1:28.431  | + 0.539   |
| 6      | 8  | Mika Häkkinen          | McLaren-Mercedes   | 1:28.343 | Sem tempo | + 1.069   |
| 7      | 15 | Eddie Irvine           | Jordan-Peugeot     | 1:28.516 | 1:41.247  | + 1.242   |
| 8      | 2  | Johnny Herbert         | Benetton-Renault   | 1:29.403 | 1:29.350  | + 2.076   |
| 9      | 7  | Nigel Mansell          | McLaren-Mercedes   | 1:29.517 | 1:29.966  | + 2.243   |
| 10     | 14 | Rubens Barrichello     | Jordan-Peugeot     | 1:29.580 | 1:29.551  | + 2.277   |
| 11     | 9  | Gianni Morbidelli      | Footwork-Hart      | 1:29.582 | 1:31.147  | + 2.308   |
| 12     | 26 | Olivier Panis          | Ligier-Mugen/Honda | 1:30.801 | 1:30.760  | + 3.486   |
| 13     | 4  | Mika Salo              | Tyrrell-Yamaha     | 1:31.221 | 1:31.035  | + 3.761   |
| 14     | 30 | Heinz-Harald Frentzen  | Sauber-Ford        | 1:31.358 | 1:31.423  | + 4.084   |
| 15     | 3  | Ukyo Katayama          | Tyrrell-Yamaha     | 1:31.630 | 1:31.736  | + 4.356   |
| 16     | 25 | Aguri Suzuki           | Ligier-Mugen/Honda | 1:32.297 | 1:31.913  | + 4.639   |
| 17     | 12 | Jos Verstappen         | Simtek-Ford        | 1:32.156 | 1:32.425  | + 4.882   |
| 18     | 23 | Pierluigi Martini      | Minardi-Ford       | 1:32.445 | 1:33.832  | + 5.171   |
| 19     | 10 | Taki Inoue             | Footwork-Hart      | 1:32.988 | 1:32.710  | + 5.436   |
| 20     | 24 | Luca Badoer            | Minardi-Ford       | 1:33.071 | 1:33.430  | + 5.797   |
| 21     | 29 | Karl Wendlinger        | Sauber-Ford        | 1:33.494 | 1:33.554  | + 6.220   |
| 22     | 16 | Bertrand Gachot        | Pacific-Ford       | 1:33.892 | 1:35.253  | + 6.618   |
| 23     | 11 | Domenico Schiattarella | Simtek-Ford        | 1:33.965 | 1:34.064  | + 6.691   |
| 24     | 17 | Andrea Montermini      | Pacific-Ford       | 1:35.169 | 1:35.282  | + 7.895   |
| 25     | 22 | Roberto Moreno         | Forti-Ford         | 1:37.612 | 1:36.065  | + 8.791   |
| 26     | 21 | Pedro Paulo Diniz      | Forti-Ford         | 1:36.686 | 1:36.624  | + 9.350   |
| Fonte: |    |                        |                    |          |           |           |

### Corrida
| Pos.   | Nº | Piloto                 | Construtor         | Voltas | Tempo/Diferença | Grid | Pontos |
| ------ | -- | ---------------------- | ------------------ | ------ | --------------- | ---- | ------ |
| 1      | 5  | Damon Hill             | Williams-Renault   | 63     | 1:41:42.522     | 4    | 10     |
| 2      | 27 | Jean Alesi             | Ferrari            | 63     | + 18.510        | 5    | 6      |
| 3      | 28 | Gerhard Berger         | Ferrari            | 63     | + 43.116        | 2    | 4      |
| 4      | 6  | David Coulthard        | Williams-Renault   | 63     | + 51.890        | 3    | 3      |
| 5      | 8  | Mika Häkkinen          | McLaren-Mercedes   | 62     | + 1 volta       | 6    | 2      |
| 6      | 30 | Heinz-Harald Frentzen  | Sauber-Ford        | 62     | + 1 volta       | 14   | 1      |
| 7      | 2  | Johnny Herbert         | Benetton-Renault   | 61     | + 2 voltas      | 8    |        |
| 8      | 15 | Eddie Irvine           | Jordan-Peugeot     | 61     | + 2 voltas      | 7    |        |
| 9      | 26 | Olivier Panis          | Ligier-Mugen/Honda | 61     | + 2 voltas      | 12   |        |
| 10     | 7  | Nigel Mansell          | McLaren-Mercedes   | 61     | + 2 voltas      | 9    |        |
| 11     | 25 | Aguri Suzuki           | Ligier-Mugen/Honda | 60     | + 3 voltas      | 16   |        |
| 12     | 23 | Pierluigi Martini      | Minardi-Ford       | 59     | + 4 voltas      | 18   |        |
| 13     | 9  | Gianni Morbidelli      | Footwork-Hart      | 59     | + 4 voltas      | 11   |        |
| 14     | 24 | Luca Badoer            | Minardi-Ford       | 59     | + 4 voltas      | 20   |        |
| NC     | 21 | Pedro Paulo Diniz      | Forti-Ford         | 56     | + 7 voltas      | 26   |        |
| NC     | 22 | Roberto Moreno         | Forti-Ford         | 56     | + 7 voltas      | 25   |        |
| Ret    | 29 | Karl Wendlinger        | Sauber-Ford        | 43     | Roda            | 21   |        |
| Ret    | 16 | Bertrand Gachot        | Pacific-Ford       | 36     | Câmbio          | 22   |        |
| Ret    | 11 | Domenico Schiattarella | Simtek-Ford        | 35     | Suspensão       | 23   |        |
| Ret    | 14 | Rubens Barrichello     | Jordan-Peugeot     | 31     | Transmissão     | 10   |        |
| Ret    | 3  | Ukyo Katayama          | Tyrrell-Yamaha     | 23     | Spun Off        | 15   |        |
| Ret    | 4  | Mika Salo              | Tyrrell-Yamaha     | 19     | Motor           | 13   |        |
| Ret    | 17 | Andrea Montermini      | Pacific-Ford       | 15     | Câmbio          | 24   |        |
| Ret    | 12 | Jos Verstappen         | Simtek-Ford        | 14     | Câmbio          | 17   |        |
| Ret    | 10 | Taki Inoue             | Footwork-Hart      | 12     | Spun Off        | 19   |        |
| Ret    | 1  | Michael Schumacher     | Benetton-Renault   | 10     | Acidente        | 1    |        |
| Fonte: |    |                        |                    |        |                 |      |        |

## Tabela do campeonato após a corrida
| Pos. | Piloto             | Pontos |
| ---- | ------------------ | ------ |
| 1    | Damon Hill         | 20     |
| 2    | Michael Schumacher | 14     |
| 3    | Jean Alesi         | 14     |
| 4    | David Coulthard    | 9      |
| 5    | Gerhard Berger     | 9      |

| Pos. | Construtor       | Pontos |
| ---- | ---------------- | ------ |
| 1    | Williams-Renault | 23     |
| 2    | Ferrari          | 23     |
| 3    | Benetton-Renault | 7      |
| 4    | McLaren-Mercedes | 6      |
| 5    | Sauber-Ford      | 3      |

- Nota: Somente as primeiras cinco posições estão listadas.